# Charly Clerc

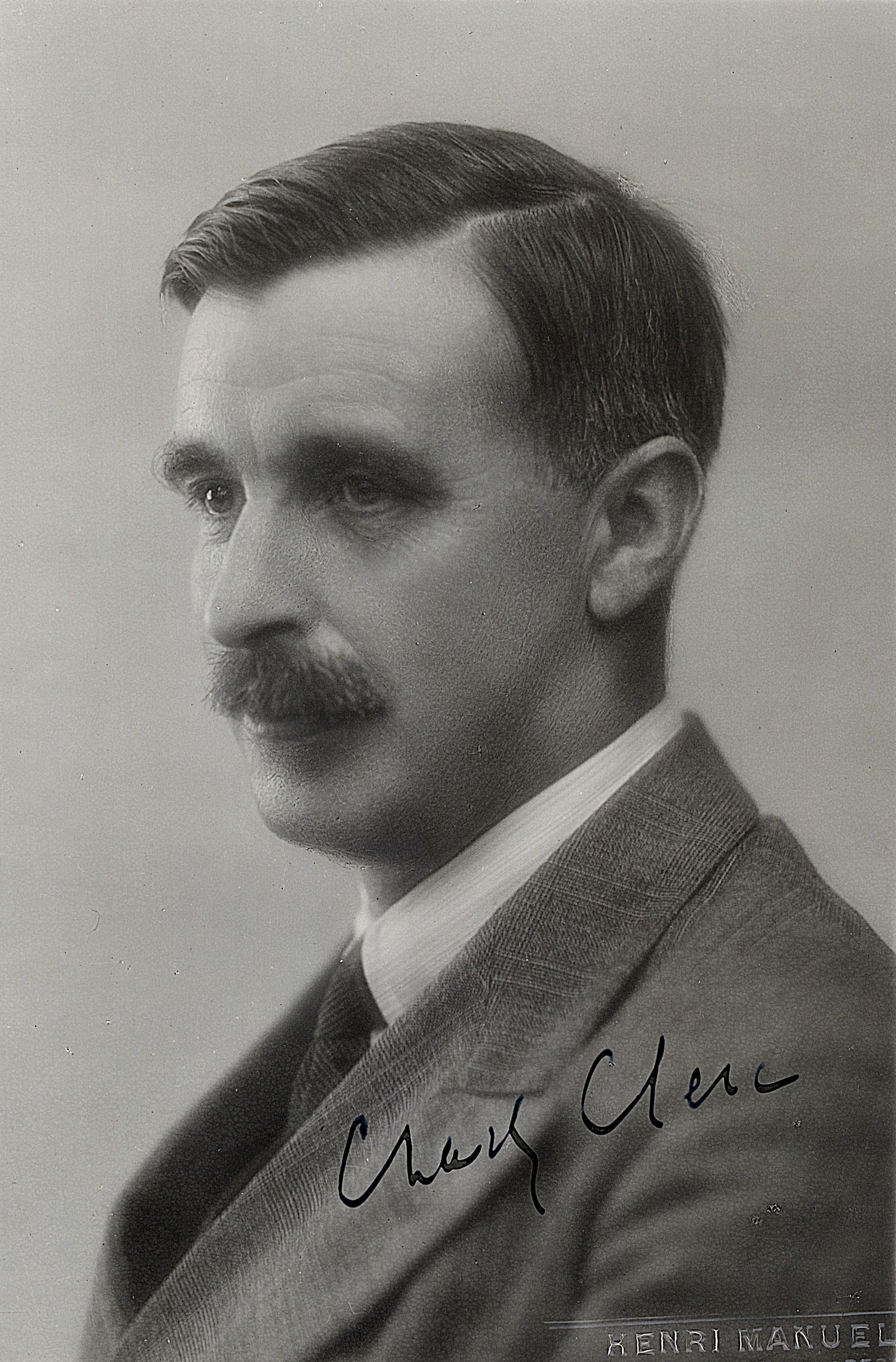
Henri Manuel: Portraitfoto Charly Clerc

Charly Clerc (* 15. August 1882 in Neuenburg NE; † 20. Oktober 1958 in Enges) war ein Schweizer Autor französischer Sprache, Theologe, Philologe, Romanist, Literaturwissenschaftler und Übersetzer.

## Leben und Werk
Charly Clerc studierte Theologie an der Universität Neuchâtel und schloss 1907 ab mit der Schrift Jésus et Marc-Aurèle. Er promovierte 1915 in Paris mit der Dissertation Les Théories relatives au culte des images chez les auteurs grecs du IIe siècle après J.-C. (Paris 1915–1916), qualifizierte sich mit der literaturwissenschaftlichen Schrift Le Génie du paganisme. Essais sur l’inspiration antique dans la littérature française contemporaine (Paris 1926) und war von 1933 bis 1952 Professor für französische Literatur an der Universität Zürich.
Clerc erhielt 1956 den Gesamtwerkspreis der Schweizerischen Schillerstiftung.

## Publikationen

### Als Autor
- Les chemins et les demeures. Neuchâtel 1920.
- La trêve de Dieu. Vingt poèmes. Lausanne 1923.
- mit Jean Moser, Piero Bianconi und Edgar Piguet: Panorama des littératures contemporaines de Suisse. Paris 1938.
- Portrait de Philippe Bridel. Lausanne 1938.
- Quatre mystères. Lausanne 1941.
- La bonne aventure. Neuchâtel 1942.
- Deux bons génies de la cité. Rodolphe Töpffer et Gottfried Keller. Genf 1943.
- Entre les Alpes et le Rhin. Genf 1944.
- L’âme d’un pays. Neuchâtel/Paris 1950.
- La Fin de Balthazar; suivie d’autres récits; et d’un Mystère de Noël. Genf 1953.
- La journée des sept démons et autres contes. Neuchâtel 1956.
- Une patrie à faire. Neuchâtel 1960.
- Der Herbergswirt verteidigt sich. Ein Geschichtenkreis. Köln 1960, Hamburg 1973, Leipzig 1984 (übers. von Edzard Schaper und Alice Schaper, Geleitwort von Carl Jacob Burckhardt).

### Als Übersetzer- und Herausgeber
- (Übersetzer und Hrsg.) Gottfried Keller: Les trois justes. Genf/Paris 1920.
- (Übersetzer und Hrsg.) Emanuel Stickelberger: Nouvelles helvétiques. Lausanne 1925.
- (Hrsg.) Le voyage au Brésil de Jean de Léry (1556-1558). Paris 1927.
- (Übersetzer) Conrad Ferdinand Meyer: Le Saint. Les Noces du moine. Paris 1929; 2 Bde.,  Lausanne 1984–1989.
- (Übersetzer) Gottfried Keller, C’est l’habit qui fait l’homme. Lausanne 1929.
- (Hrsg.) Patrimoine helvétique. Le Génie du lieu. Pages d’écrivains romands, de Béat de Muralt à Philippe Monnier. Paris 1929.
- (Übersetzer) Grégoire de Tours: Calamités et miracles. Récits tirés de l’histoire des Francs. Paris 1930, 1980.
- (Übersetzer) Peider Lansel;  Les Rhéto-Romanches. Neuchâtel 1937.
- (Übersetzer) Gottfried Keller: D’après nature. Trois nouvelles suisses. Genf 1951.